# Sekaná

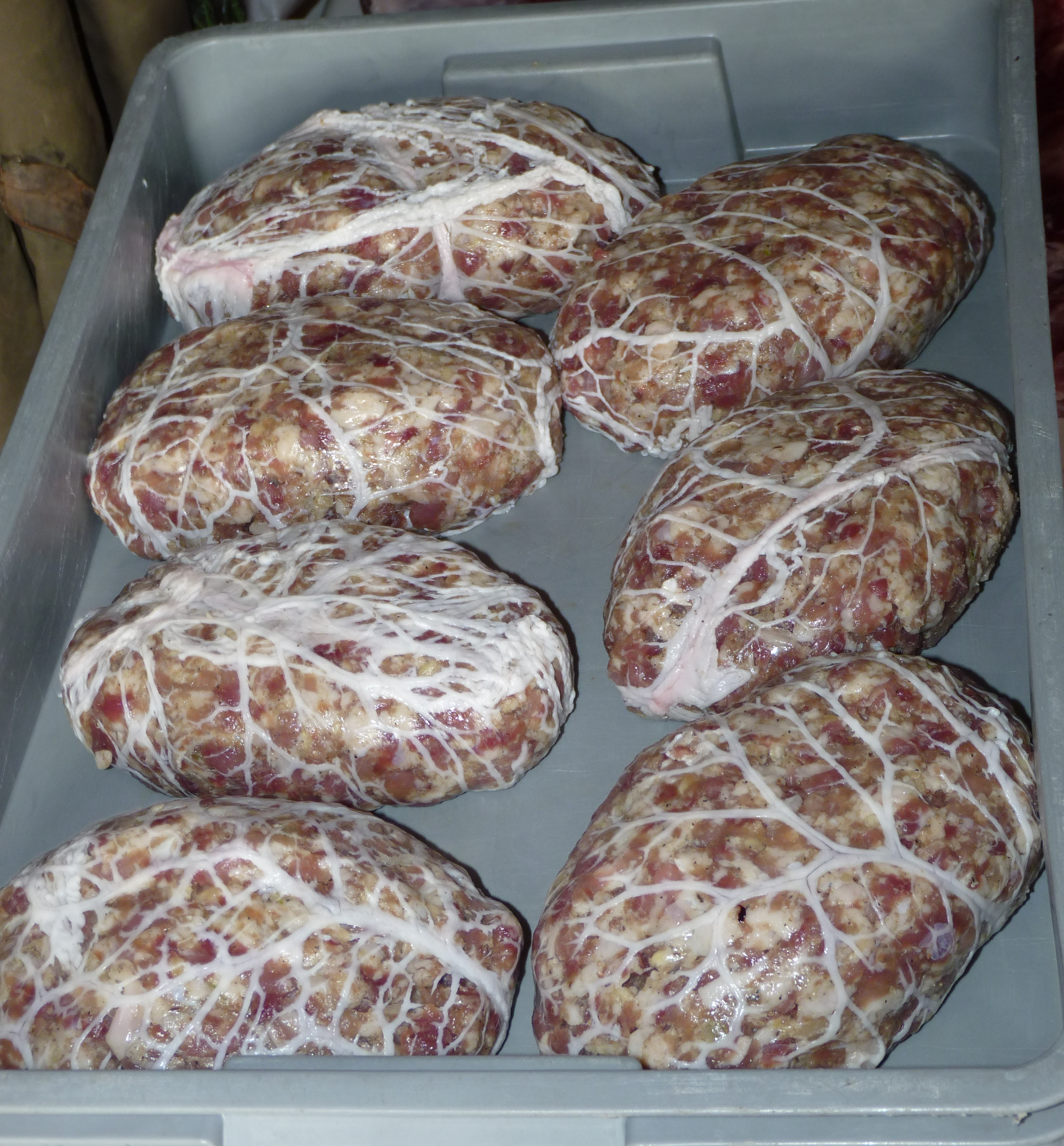
Domácí sekaná v bránici před upečením

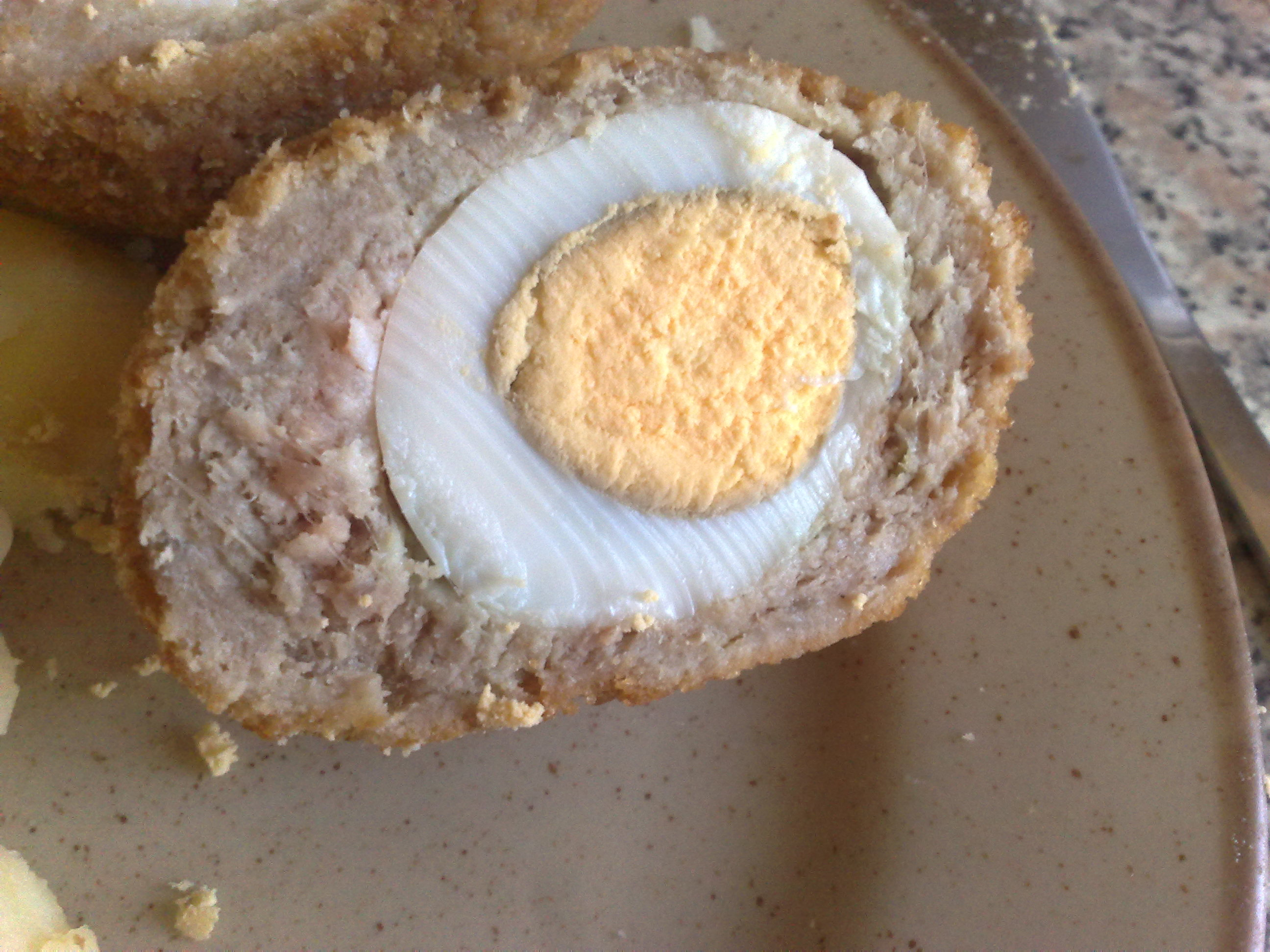
„Pštrosí vejce“ – uvařené slepičí vajíčko obalené sekanou

Sekaná pečeně, častěji pouze sekaná, je pokrm připravovaný z mletého masa. Lze pro něj použít jakýkoliv druh masa.

## Historie
Sekaná byla známá v českých zemích již od středověku. Jednalo se však o luxusní jídlo, které se nemlelo, ale ručně nadrobno sekalo výhradně z kýty či svíčkové. Posun nastal až po vynálezu mlýnku na maso. Do sekané se mlely i méně hodnotné či levné druhy masa, bůček, ořezy z žeber apod.

## Domácí sekaná
Domácí sekaná je výrobek, který se liší kraj od kraje a domácnost od domácnosti. Základem sekané je mleté maso, které může být zpravidla mixem různých druhů mas, např. vepřového, hovězího, králičího atd. K tomu se přidává uzený bůček nebo slanina. Dalšími ingrediencemi bývá cibule, strouhanka, vajíčko, česnek, sůl, kmín, majoránka, pepř. V některých receptech se objevuje vegeta, oregano, petrželka, mléko, rohlík, houby, hořčice, tymián, pivo, sladká mletá paprika apod. Při domácích zabíjačkách se někdy sekaná zabalí do vepřové bránice. Bezlepková verze sekané neobsahuje mouku ani strouhanku, je obvykle vařená. Dalšími specialitami je sekaná, ve které jsou uprostřed vařená vejce nebo sekaná s vepřovou panenkou. Do jarní sekané se mohou přidat kopřivy.

## Průmyslově vyráběná sekaná
Mnoho výrobců kvůli snížení ceny či větším ziskům přidávají do sekané větší množství strouhanky, hmota bývá nastavena škrobem, sójou, vepřovými kůžemi, moukou, vodou a chemickými přípravky které vodu vážou, a dochucena potravinářskými aditivy a obarvena barvivy. Součástí sekané bývá (někdy ve složení i na prvním místě) drůbeží separát.

## Způsob přípravy
Mleté maso se osolí, přidá se koření a suché pečivo namočené v mléce. Vše se důkladně promíchá a ze směsi se připraví jakýkoliv tvar. Poté se vytvarované maso dá péci do trouby. Jako přílohu lze zvolit např. hranolky, brambory nebo eventuálně jen pečivo. Tento pokrm lze koupit již připravený a eventuálně jen upéct.
Existují i pokrmy nazývané „sekaná“, které maso neobsahují. Může jít např. o mrkvovou sekanou. Přidáním různého koření lze docílit velmi podobné chuti, jako má klasická masová sekaná.

## Servírování
Servíruje se nejčastěji s bramborami. Časté je servírování také jako sekaná v housce na způsob hamburgeru. 

## Postup výroby masové sekané

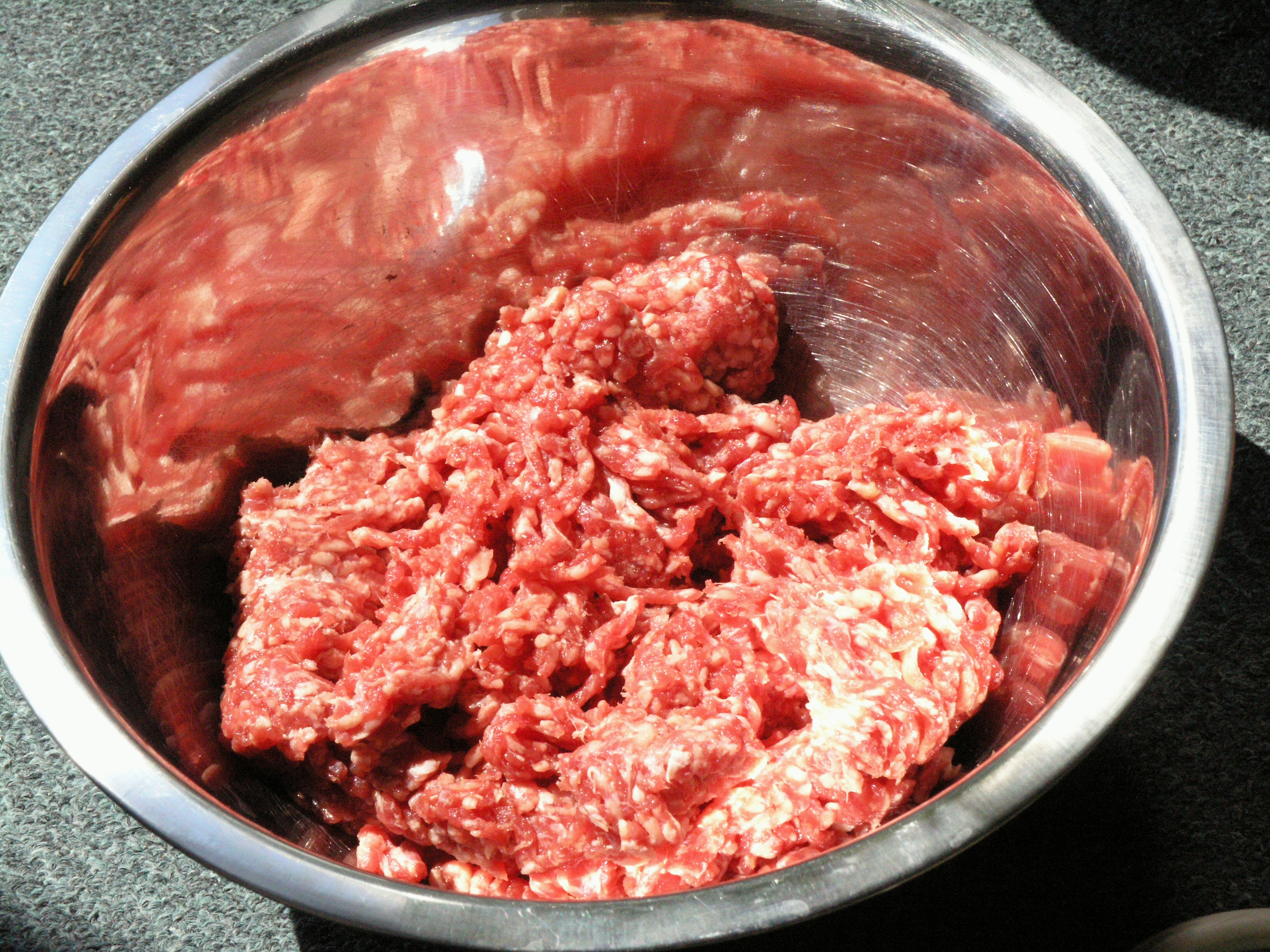
Do mletého masa
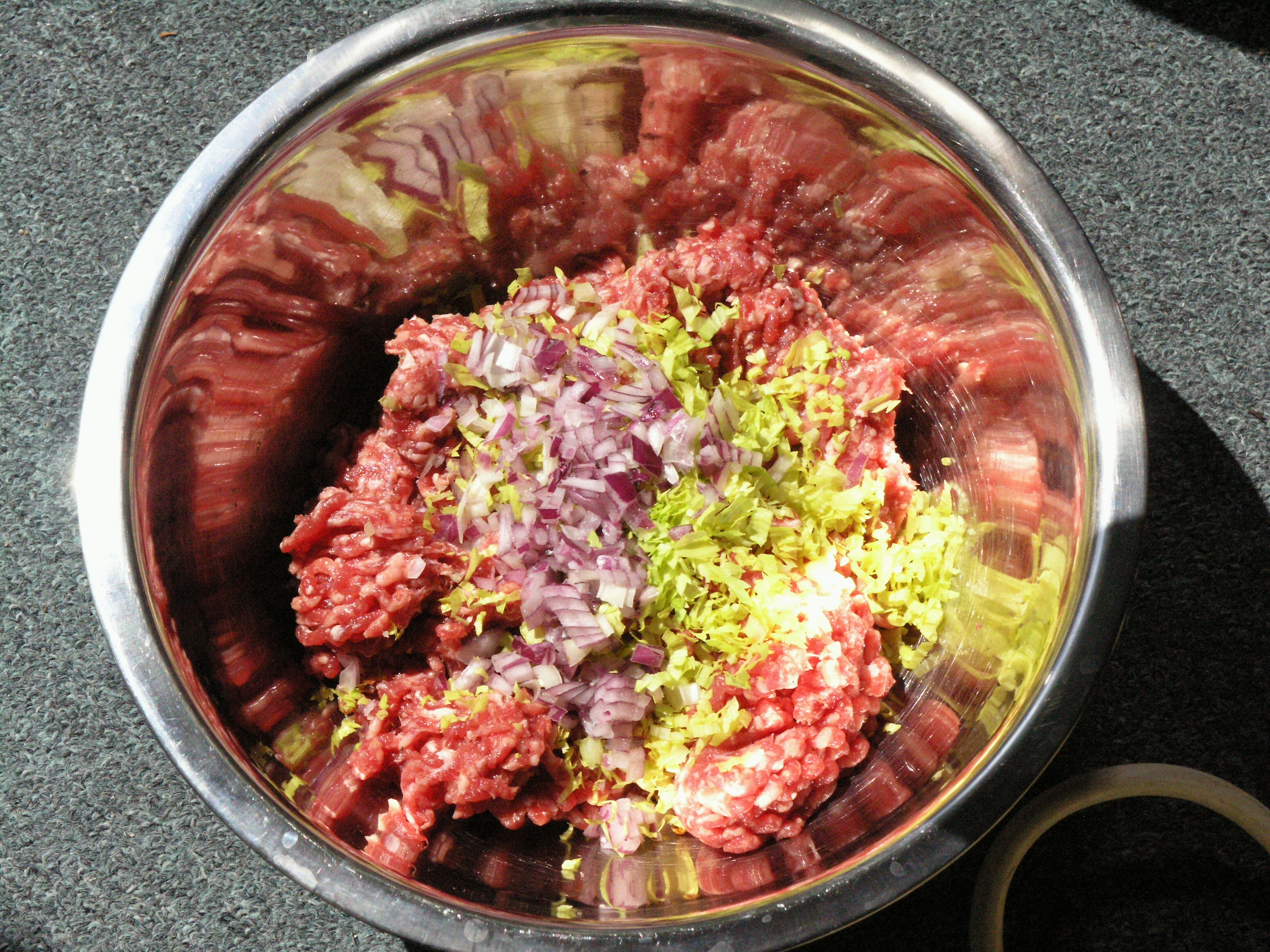
přidáme koření a zeleninu dle chuti
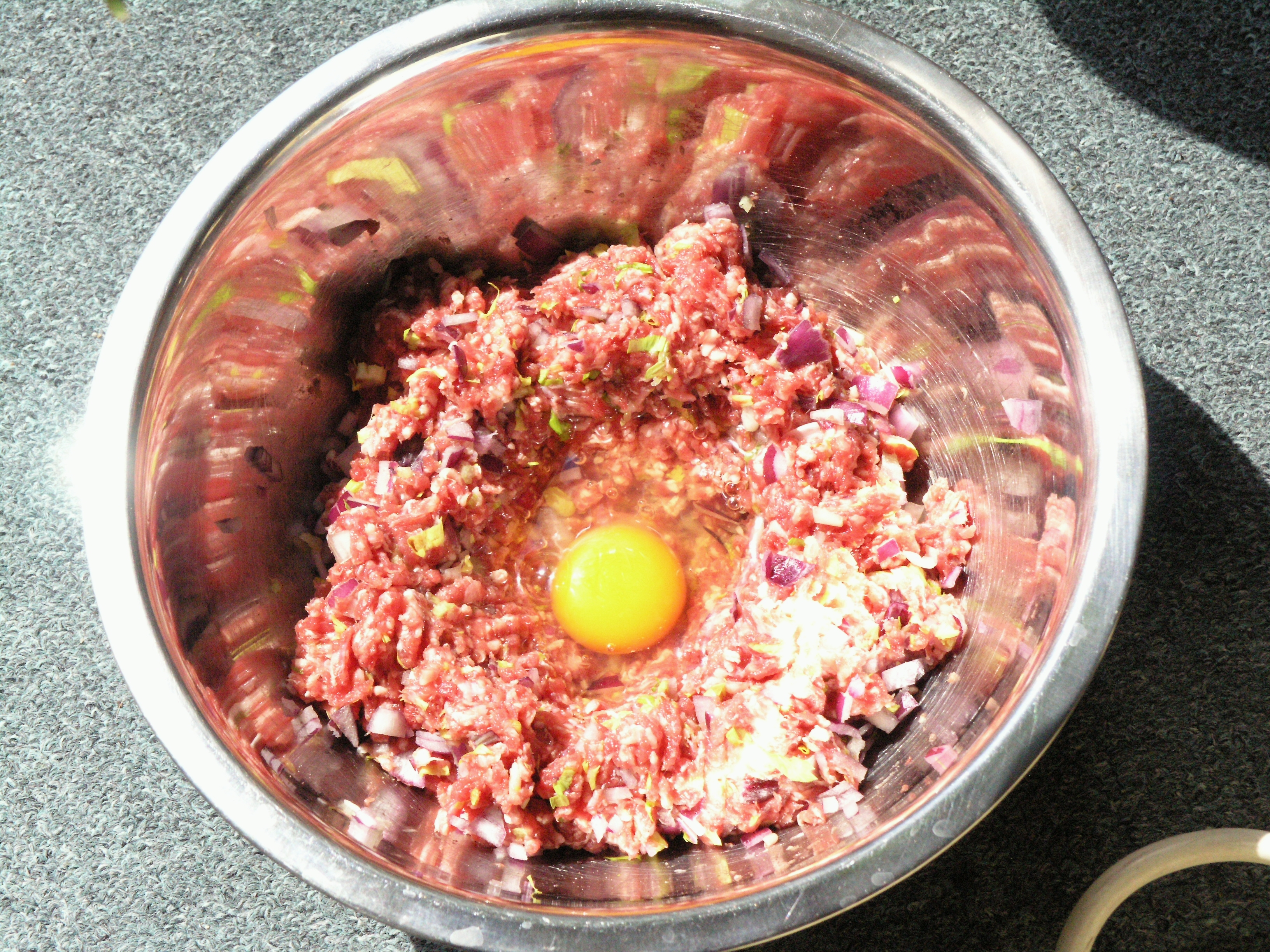
vajíčko
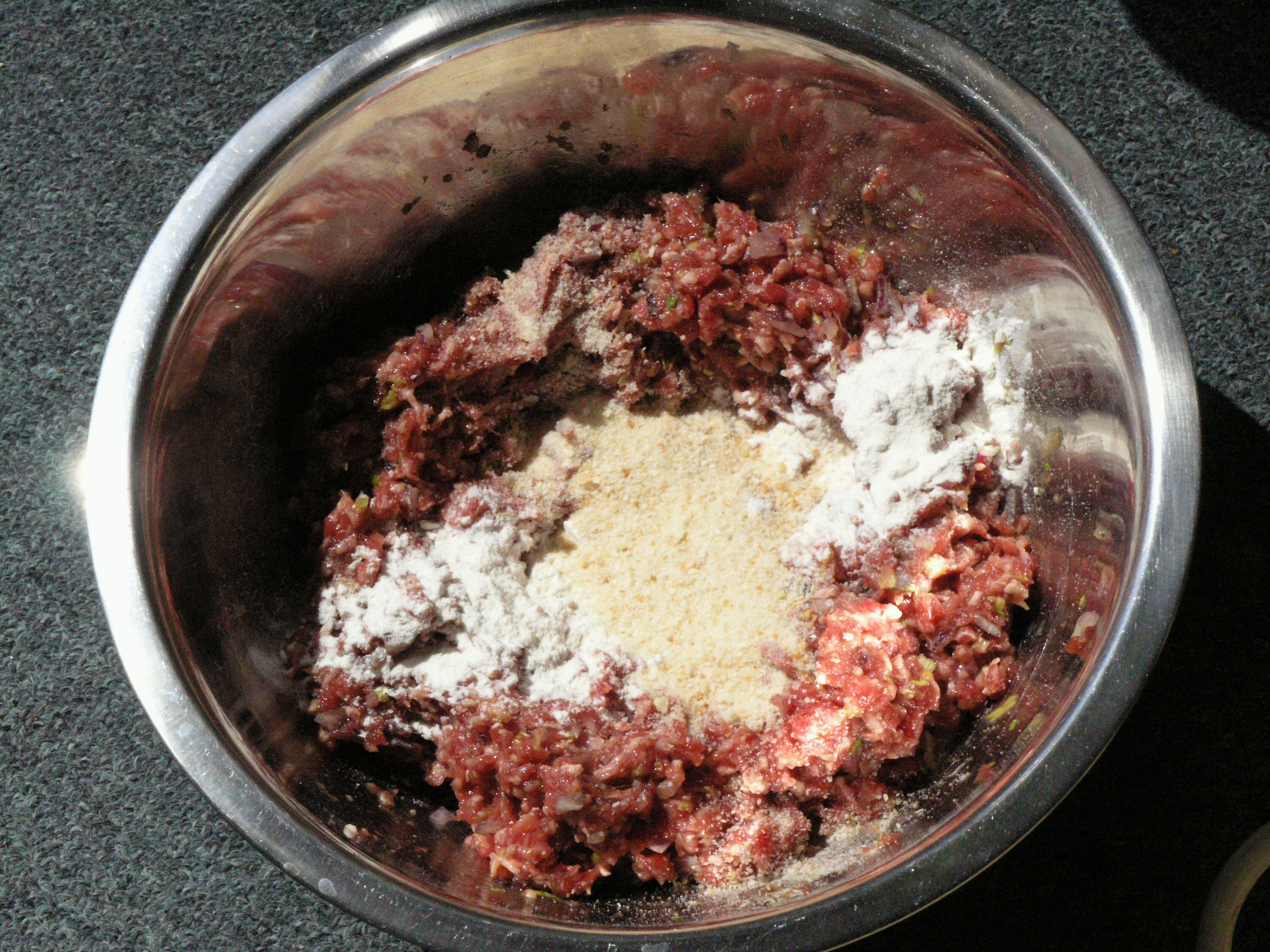
mouku a/nebo strouhanku
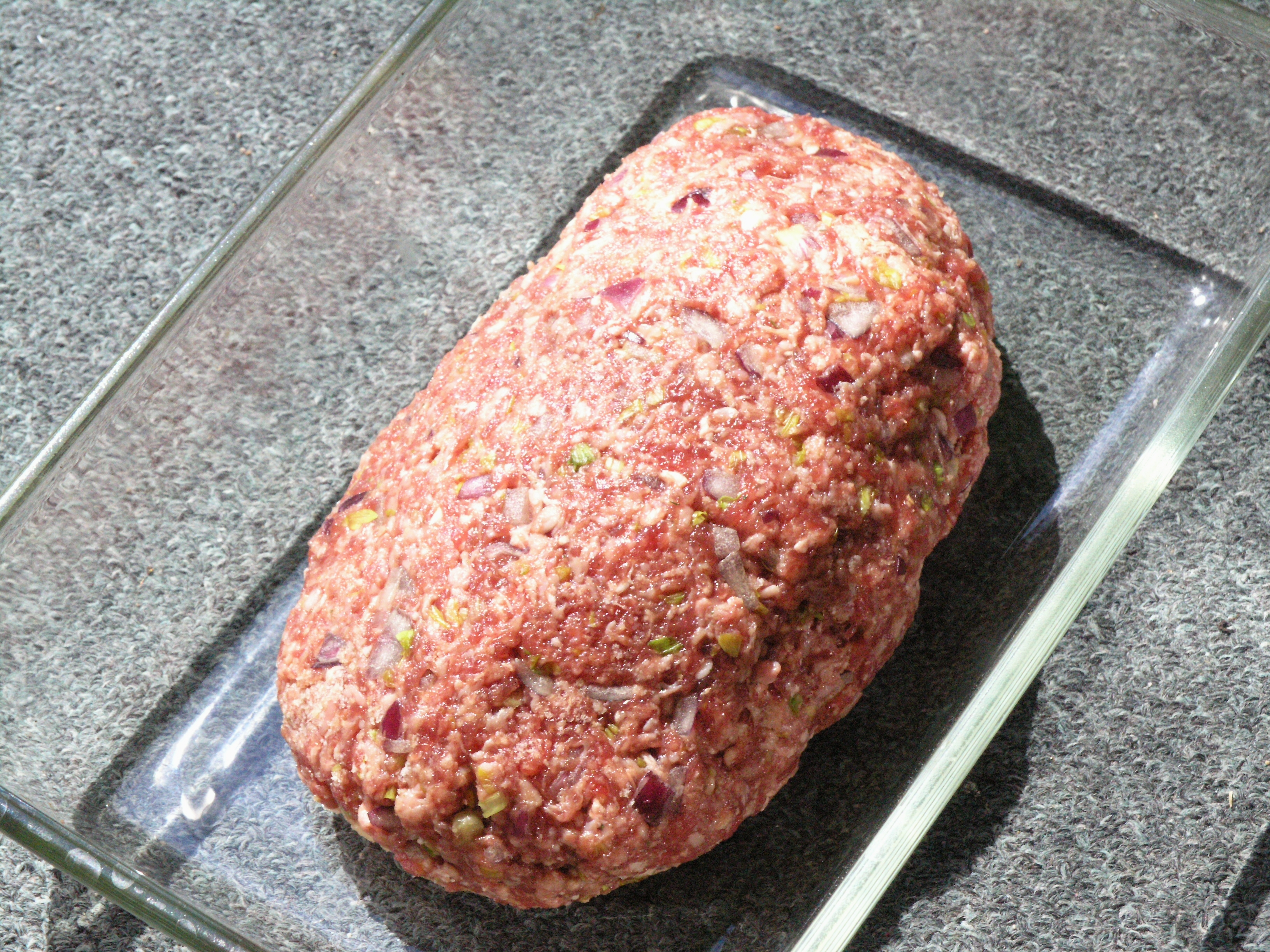
důkladně promísíme a vytvarujeme
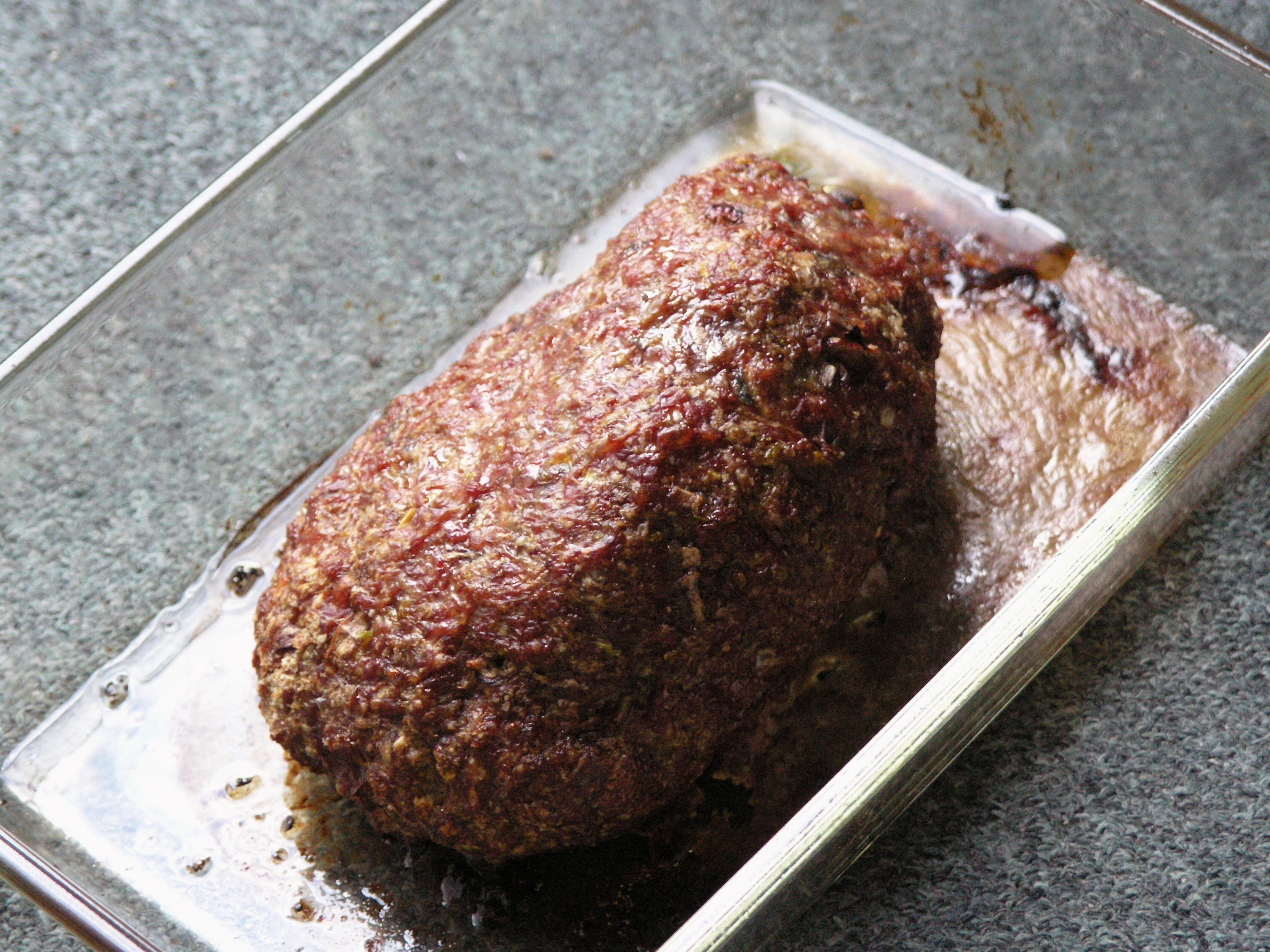
upečeme
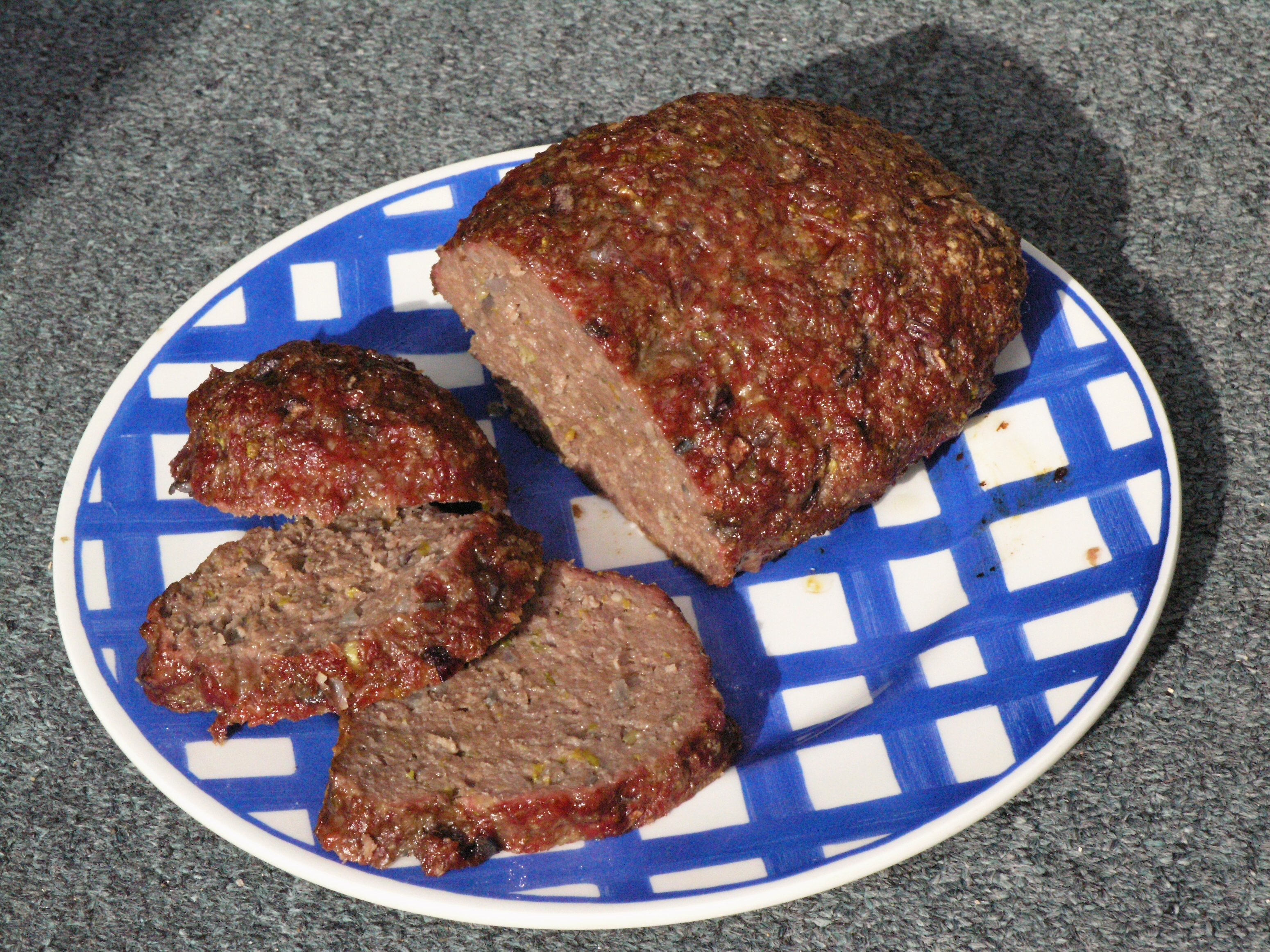
a můžeme podávat.